# Бокузе
Бокузе (фр. Beaucouzé) насеље је и општина у западној Француској у региону Лоара, у департману Мен и Лоара која припада префектури Анже.
По подацима из 2011. године у општини је живело 4865 становника, а густина насељености је износила 251,55 становника/km². Општина се простире на површини од 19,34 km². Налази се на средњој надморској висини од 67 метара (максималној 88 m, а минималној 21 m).

## Демографија
| 1962. | 1968. | 1975. | 1982. | 1990. | 1999. | 2011. |
| ----- | ----- | ----- | ----- | ----- | ----- | ----- |
| 638   | 801   | 1.395 | 2.266 | 3.867 | 4.851 | 4.865 |

График промене броја становника у току последњих година